# Candelaria Herrera
Candelaria Lucía Herrera Rodríguez (San Juan, 28 gennaio 1999) è una pallavolista argentina, centrale della LOVB Omaha.

## Carriera

### Club
Inizia la sua carriera con la formazione della Universidad de Jáchal, nella Liga Femenina de Voleibol Argentino, dalla quale approda al Villa Dora, con il quale conquista uno scudetto e viene premiata come miglior centrale al campionato sudamericano per club 2016. 
Si trasferisce quindi per motivi di studio negli Stati Uniti d'America, dove partecipa alla lega universitaria NCAA Division I con la Florida A&M nel 2017, trasferendosi per il seguente quadriennio alla Iowa State, con cui vince il National Invitational Volleyball Championship 2018, venendo inserita nell'All-Tournament Team del torneo; nel corso di questa esperienza partecipa anche alla Liga Femenina de Voleibol Argentino 2021 con il Gimnasia La Plata.
Nella stagione 2021-22 viene ingaggiata dal Saint-Cloud Paris SF (in seguito Levallois Paris), club della Ligue A francese, dove gioca per tre annate e vince uno scudetto, venendo anche premiata come miglior centrale. Successivamente è di scena nella League One Volleyball 2025 con la LOVB Omaha.

### Nazionale
Fa parte della nazionale argentina under 18 che vince la medaglia d'argento al campionato sudamericano 2014 e quella d'oro alla Final Four Cup 2015, venendo premiata come miglior centrale in entrambi i tornei; partecipa inoltre al campionato mondiale 2013 e 2015. Come membro della nazionale under 20 vince la medaglia di bronzo al campionato sudamericano 2014 e quella d'argento alla Final Four Cup 2014, alla Coppa panamericana 2015, al campionato sudamericano 2016 e alla Coppa panamericana 2017, impreziosite da altri due premi come miglior centrale; con l'under 23, invece, vince l'argento alla Coppa panamericana 2016, risultando la miglior centrale anche in questo torneo.
Nel 2015, appena quattordicenne, debutta in nazionale maggiore al campionato sudamericano. In seguito vince il bronzo alla Volleyball Challenger Cup 2019 e ai XVIII Giochi panamericani, oltre a partecipare ai Giochi della XXXII Olimpiade. Nel 2023 vince la medaglia d'oro alla Coppa panamericana (bissato nel 2024) e un argento al campionato sudamericano, dove vince ancora un premio come miglior centrale.

## Palmarès

### Club
- NIVC: 1

2018
- Campionato francese: 1

2023-24

### Nazionale (competizioni minori)
- Campionato sudamericano under 18 2014
- Campionato sudamericano under 20 2014
- Final Four Cup under 20 2014
- Final Four Cup under 18 2015
- Coppa panamericana under 20 2015
- Coppa panamericana under 23 2016
- Campionato sudamericano under 20 2016
- Coppa panamericana under 20 2017
- Volleyball Challenger Cup 2019
- Giochi panamericani 2019
- Coppa panamericana 2023
- Coppa panamericana 2024

### Premi individuali
- 2014 - Campionato sudamericano under 18: Miglior centrale
- 2014 - Final Four Cup under 20: Miglior centrale
- 2015 - Final Four Cup under 18: Miglior centrale
- 2015 - Coppa panamericana under 20: Miglior centrale
- 2016 - Campionato sudamericano per club: Miglior centrale
- 2016 - Coppa panamericana under 23: Miglior centrale
- 2018 - National Invitational Volleyball Championship: All-Tournament Team
- 2023 - Campionato sudamericano: Miglior centrale
- 2024 - Ligue A: Miglior centrale